# تالاب لیوبلیانا

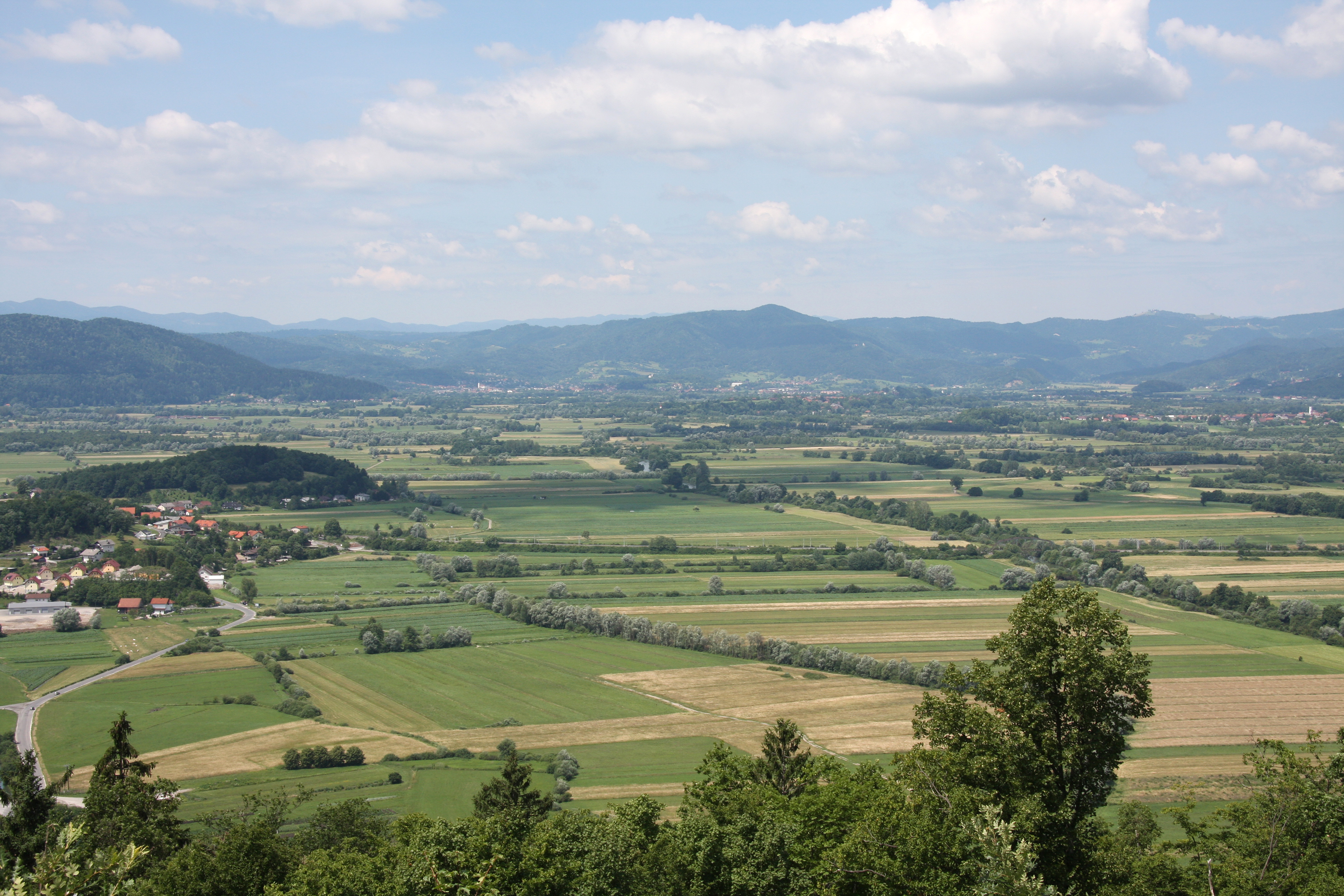
کرانهٔ غربی تالاب‌های لیوبلیانا، از دیدگاه تپهٔ سنت آن بالای شهرک پُدپک

تالاب لیوبلیانا؛ (اسلوونیایی: Ljubljansko barje)، که در جنوب لیوبلیانا، پایتخت اسلوونی قرار گرفته، بزرگترین تالاب این کشور است. این منطقهٔ باتلاقی ۱۶۳ کیلومتر مربع (۶۳ مایل مربع) یا ۰٫۸٪ قلمرو کشور اسلوونی را دربر می‌گیرد. این اداره توسط شهرداری‌های Borovnica , Brezovica , Ljubljana , Ig , Log-Dragomer , ofkofljica و Vrhnika اداره می‌شود.

## تنوع زیستی
تالاب لیوبلیانا مکانی بسیار غنی از تنوع زیستی است. از سال ۲۰۰۸، بخش عمده‌ای از باتلاق‌های لیوبلیانا، با مساحت ۱۳۵ کیلومتر مربع (۵۲ میل مربع)، به عنوان یک پارک چشم‌انداز است. از بیشتر این پارک‌ها پیش از این هم به صورت یک منطقه حفاظت شده و به عنوان میراث‌های طبیعی و آثار طبیعی مراقبت و نگهداری می‌شده‌است.

## پیشینه
تالاب لیوبلیانا در زمان پیش از تاریخ؛ زمانی که به صورت دریاچه‌ای کم عمق بود، زیستگاه و پذیرای حیات بوده‌است. آبسراهای پیش از تاریخ پیرامون آلپ و قدیمی‌ترین چرخ چوبی جهان از برجسته‌ترین یافته‌های باستانی در این تالاب است. از سال ۲۰۱۱، منطقهٔ مسکونی پر جمعیتی در نزدیکی ایگ به عنوان میراث جهانی یونسکو محافظت شده‌است.